# Robert Kurvitz
Robert Kurvitz (nacido el 8 de octubre de 1984) es un novelista, diseñador de videojuegos y músico estonio. Fue el escritor y diseñador principal del videojuego Disco Elysium de 2019 como miembro fundador de la asociación cultural ZA/UM y de la empresa de desarrollo de videojuegos homónima que surgió de ella. Kurvitz fue despedido de ZA/UM en 2022 tras surgir conflictos con inversores estonios que habían adquirido una participación mayoritaria en la empresa.

## Biografía
Kurvitz nació en Tallin el 8 de octubre de 1984, hijo de la pareja de artistas Raoul Kurvitz y Lilian Mosolainen. A los quince años, Kurvitz abandonó la escuela. En 2001, Kurvitz se convirtió en el letrista y cantante principal de la banda de rock progresivo Ultramelanhool, considerada por muchos como una continuación de la tradición del rock alternativo estonio desarrollada por Vennaskond y Metro Luminal. En 2013, Kurvitz publicó la novela Sacred and Terrible Air (en estonio: Püha ja õudne lõhn), en la que había trabajado durante cinco años. A pesar de su recepción crítica positiva, el libro fue un fracaso comercial: se vendieron entre 1.000 y 1.500 copias y provocó que Kurvitz "sucumbiera a un profundo alcoholismo".
En 2016, Kurvitz fundó la empresa de desarrollo de videojuegos ZA/UM. El primer juego de ZA/UM, un juego de rol para un solo jugador titulado Disco Elysium, se lanzó el 15 de octubre de 2019. Kurvitz fue el escritor y diseñador principal del juego, habiendo producido aproximadamente la mitad del texto total del juego (medio millón de palabras). El juego se ambienta en el mismo mundo que la novela de Kurvitz, Sacred and Terrible Air. Recibió una aclamación universal, siendo nombrado juego del año por varias publicaciones, además de numerosos premios por su narrativa y arte.

### Visión política
Kurvitz, comunista, tiene un busto verde y dorado del revolucionario ruso Vladimir Lenin en su escritorio, que según él perteneció al escritor soviético estonio Juhan Smuul. Kurvitz es seguidor de la dialéctica hegeliana, que describe como el principio central de la construcción del mundo de Elysium. La dialéctica y otras teorías históricas de izquierda fueron esenciales para el desarrollo de Elysium, sentando las bases de elementos críticos de la historia del mundo del juego.